# Luftwaffenkampfführungsanlage Martin
Die Luftwaffenkampfführungsanlage Martin, kurz LwKpfFüAnl Martin, genannt Bunker Martin und Bauwerk I/II, ist ein inaktiver Bunker der Bundeswehr innerhalb des Truppenübungsplatzes Heuberg in der Nähe von Meßstetten auf der Schwäbischen Alb in Baden-Württemberg. Innerhalb des Bunkers Martin wurde die militärische Luftraumüberwachung in Deutschland und den angrenzenden Ländern während des Kalten Kriegs und der Zeit danach bis 2013 durch das Control and Reporting Center (CRC) Sweet Apple vom Einsatzführungsbereich 1 sowie zwischenzeitlich und zusätzlich von der NATO gesteuert.

## Standort

### Lage
Der Bunker Martin liegt auf 940 m ü. NHN etwa 1,3 km südöstlich von Meßstetten am nordwestlichen Ende des Truppenübungsplatzes Heuberg. Erschlossen ist er mit einer Stichstraße, welche von der unmittelbar westlich verlaufenden, asphaltierten Ringstraße, die um den Truppenübungsplatz führt, abzweigt. Östlich verläuft die geschotterte Panzerringstraße, südwestlich befindet sich die Schießbahn 12 und nordöstlich die Schießbahn 13 des Truppenübungsplatzes. Etwa 2,5 km nordöstlich liegt zudem die ehemalige Zollernalb-Kaserne, in welche die im Bunker Martin tätigen Truppenteile stationiert waren.

### Zugänglichkeit
Die Anlage liegt innerhalb des Truppenübungsplatzes Heuberg und somit innerhalb eines Militärischen Sicherheitsbereichs. Daher ist die Zugänglichkeit nur mit gesonderten Zutrittsberechtigungen gestattet. Das gesamte Gelände ist zusätzlich umzäunt.

## Beschreibung
Das zugrundeliegende planerische Konzept war der Führungsbunker Typ A. Der Bunker Martin besteht aus dem Bauwerk I und dem Bauwerk II, weshalb der Name Bauwerk I/II ebenfalls Verwendung findet. Beide Gebäude sind direkt aneinander gebaut und haben eine druckdichte Verbindung.

### Bauwerk I

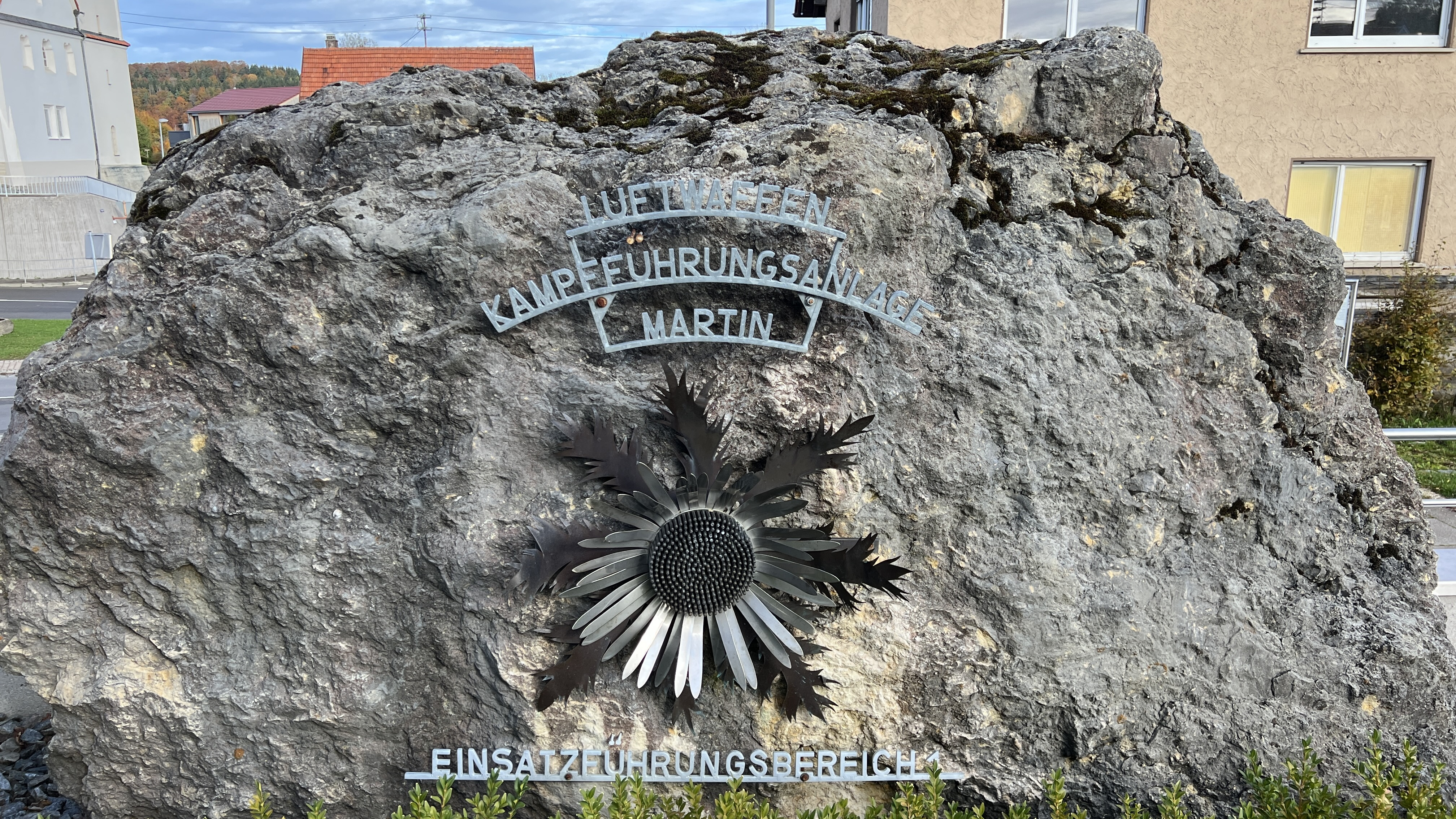
Ehemaliger Eingangsstein des Bunkers Martin vor dem Rathaus Meßstetten

Das Bauwerk I ist das Hauptgebäude und diente als Operationsgebäude. Es ist 72 m lang, 24 m breit und 53 m hoch. Innerhalb des Bauwerks I befand sich die Operationszentrale (OPS), welche 28 × 20 × 12 m misst. Um den Kern des Bauwerks herum befanden sich verschiedene Räume für Kommandeure, Fernmeldeanlagen, Werkstätten, technische Versorgung usw.
Das Bauwerk ist in vier Stockwerke unterteilt. In der untersten Etage 1 befanden sich die technische Einsatzsteuerung sowie der Command Post und der Battle Staff. In Etage 2 befindet sich der Zugang zum Bunkereingangsstollen sowie die OPS und eine Kleinkantine. Direkt über der OPS befindet sich in Etage 3 ein baugleicher Raum, welcher als Interim OPS sowie von der SSZ Süd und dem (I)CAOC 4, ATOC 4 und SOC 4 genutzt wurde. In der obersten Etage 4 befand sich u. a. der Briefing Room und das Bundesamt für Bevölkerungsschutz und Katastrophenhilfe (BBK) Zivilschutzverbindungsstelle Meßstetten sowie verschiedene Notausgänge auf das Bunkerdach.

### Bauwerk II
Das Bauwerk II ist das zweite Gebäude und diente als Versorgungsgebäude für den Betrieb des Bauwerks I mit den Maßen 37 × 24 × 53 m.
Die Stromversorgung erfolgte über die örtliche, öffentliche Energieversorger mit 20.000 V und wurde mittels Transformatoren auf 230 V umgeformt. Für den Fall einer Unterbrechung stand eine USV-Anlage bereit, deren Batterien die Stromversorgung für etwa acht Minuten sicherstellen konnte. Innerhalb dieser Zeit wurden bis zu vier Dieselmotoren mit je 980 kVa zugeschaltet. Der vorgehaltene Dieselkraftstoff konnte eine autarke Stromversorgung von mehr als 90 Tagen gewährleisten.
Auch die Trinkwasserversorgung wurde ebenfalls durch einen örtlichen Versorger erbracht. Das gelieferte Wasser wurde in Vorratsbehältern außerhalb des Bunkers gepumpt und von dort über redundante Leitungen in den Bunker befördert. Vor Erreichen der zwei je 80 m3 fassenden Wasserspeicher wurde das Wasser mehrfach gefiltert. Weiteres Wasser wurde in Löschbunkern und mehreren Zisternen vorgehalten. Der Bunker verfügte über keine eigene Kläranlage. Durch die geografische Lage in einer Senke wurde das Abwasser in einer Fäkalienhebeanlage gesammelt und zerkleinert. Sobald einer der beiden Behälter gefüllt war, wurde der Inhalt in einer Kläranlage bei Albstadt-Lautlingen abgepumpt.
Die Sauerstoffversorgung konnte über die Betriebsarten Normalluft, Schutzluft und Umluft bereitgestellt werden. Der Bunker war gegen atomare, biologische und chemische Kontaminierungen abgesichert.

### Umfeld
Auf dem etwa 4,6 ha großen Gelände befinden sich neben den Bauwerken I/II und einem großen Parkplatz mehrere überirdische Gebäude. Unter anderem ein Wachlokal mit einem überdachten Eingangsbereich und Zutrittsschleusen, eine große Hundezwingeranlage, ein Küchen- und Wirtschaftsgebäude sowie die Wache der Bundeswehrfeuerwehr. Drei weitere, erst Mitte der 1980er Jahre gebauten Gebäude beherbergten verschiedene Büros und Sozialräume sowie die Wartung und Instandsetzung Geräte Maschinen Anlagen (WIGMA).

### Weitere Bauwerke

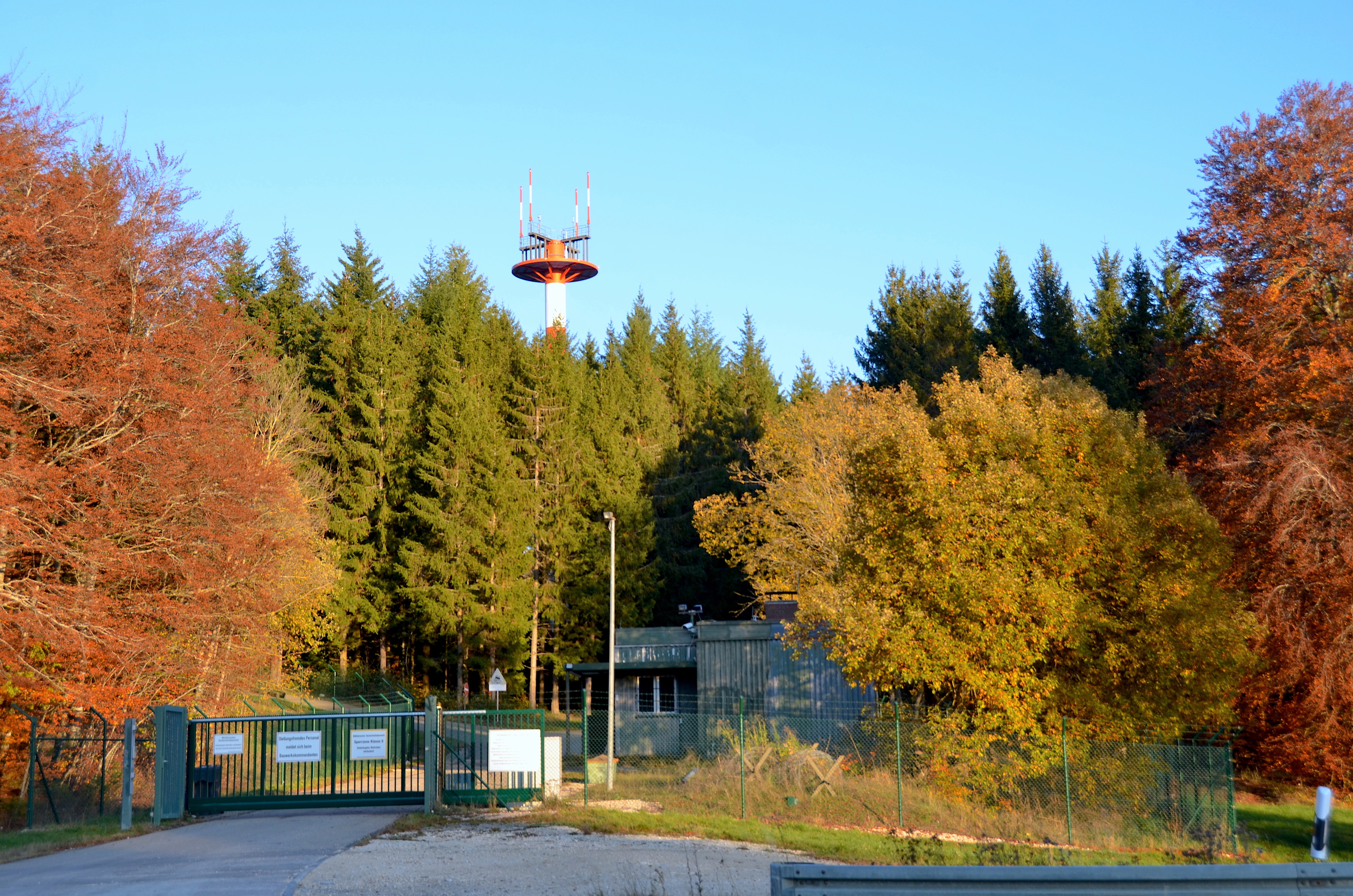
Zufahrt zum Bauwerk III

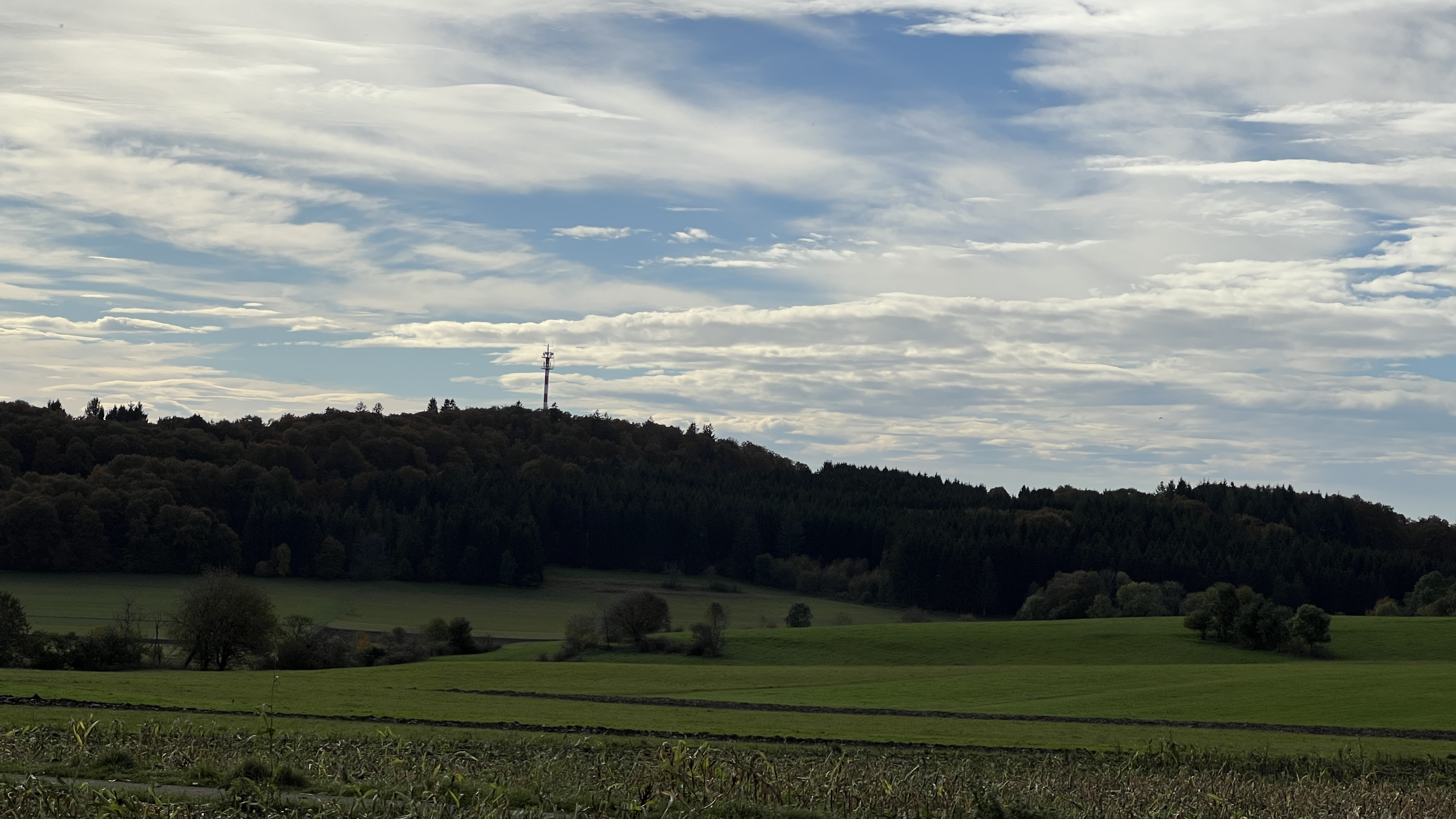
Antennenmast oberhalb Bauwerk IV

Neben dem Bauwerk I/II gibt es noch drei weitere Bauwerke in der Nähe. Bauwerk III ist ebenfalls ein Bunker und bis heute als Funksende- und Funkempfangsstation in Betrieb.
Der Bunker Bauwerk IV diente als Funkempfangsstation, bevor er deaktiviert wurde und dessen Tätigkeiten ins Bauwerk III integriert wurden. Als Bauwerk V wird die Radarstation auf dem Weichenwang bezeichnet.

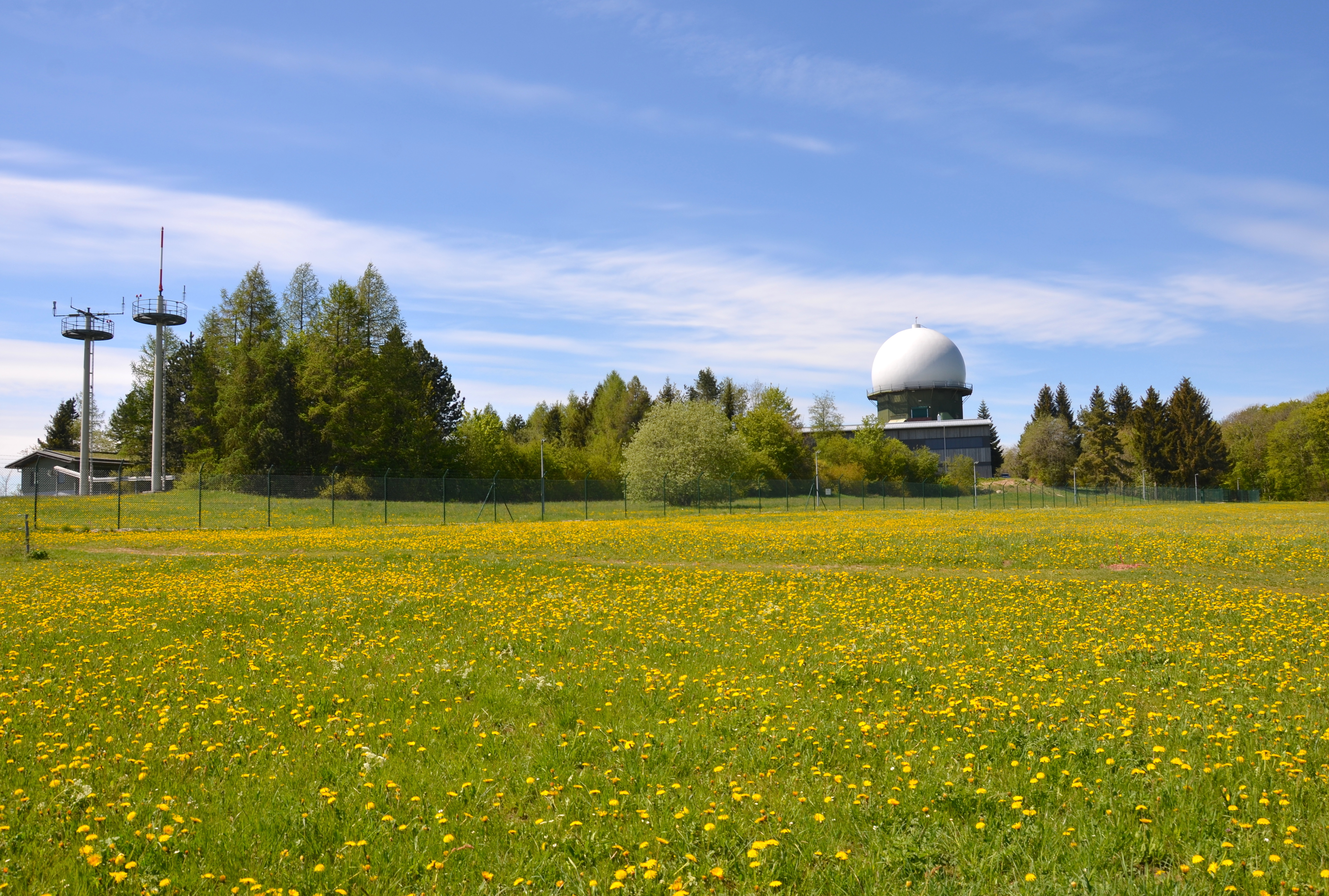
Bauwerk V auf dem Weichenwang

Nach Aufgabe der Zollernalb-Kaserne sowie der Deaktivierung des Bunkers Martin im Jahr 2013 wurde die Infrastruktur am Bauwerk V ertüchtigt, um eine eigenständige Handlungsfähigkeit sicherstellen zu können. Bauwerk III ist ebenfalls noch in Betrieb, jedoch nicht mehr dauerhaft besetzt.

## Geschichte

### Vorgeschichte (bis 1960)
Bereits vor und während des Zweiten Weltkrieges wurden auf dem nordwestlich von Meßstetten gelegenen Weichenwang Funkmessgeräte der Klassen Würzburg und Freya von der Wehrmacht eingesetzt. Während des Kalten Kriegs wurde die Garnison Meßstetten konzipiert. Aus geografischen Gesichtspunkten war die Lage als höchstgelegene Region auf der Schwäbischen Alb unverändert besonders günstig für den Bau einer Radar- und Funkstellung. Eine abgelegene Lage im rückwärtigen Raum prädestinierte zudem für die Dislozierung eines gehärteten Gefechtsstandes. Nach der erfolgreichen Fertigstellung des Bunkerprototyps Konrad auf dem Lechfeld entschied der damalige Luftwaffeninspekteur General Josef Kammhuber im Dezember 1959 den Bau einer unterirdischen, viergeschossigen Luftwaffenkampfführungsanlage auf dem Truppenübungsplatz Heuberg.

### Bau (1960–1964)
Ab Oktober 1960 wurde mit ersten Infrastrukturmaßnahmen begonnen, ab Mai 1961, abgeschirmt von der Außenwelt, im Mehrschichtbetrieb gearbeitet. Der Bunker erhielt nach seiner Lage auf Meßstetter Gebiet den Namen Martin. Er sollte einer Truppenstärke von mehreren Hundert im Spannungs- bzw. Verteidigungsfall ein 30-tägiges, von der Außenwelt unabhängiges Leben ermöglichen und war durch ausgeklügelte Maßnahmen nicht nur gegen atomare Strahlung, biologische und chemische Stoffe, sondern auch gegen Nahtreffer bestmöglich geschützt. Bereits im Dezember 1962 konnten die ersten vollklimatisierten Räume und die installierte Elektronik übergeben werden.
Am 17. Oktober 1963 besuchte der Generalinspekteur der Bundeswehr General Friedrich Foertsch die Anlage.
Der Bunker wurde im Sommer 1964 fertiggestellt. Auf der Baustelle waren bis zu 1200 Arbeiter im Einsatz.

### Ausbau und Aufschwung (1964–1984)
Am 3. August 1964 nahm der Bunker Martin auf Befehl vom Kommandeur I./Fernmelderegiment 31 Oberstleutnant Jan König vom 21. Juli 1964 seinen Betrieb mit dem Gefechtsführungssystem 412L auf. Am 1. Oktober 1964 wurde der Probedauerbetrieb, am 22. Dezember 1964 der Einsatzbetrieb des CRC unter dem Rufzeichen Shanty gestartet.
Am 2. April 1966 besuchten der Bundesminister der Verteidigung Kai-Uwe von Hassel, am 9. Dezember 1968 der Bundeskanzler Kurt Georg Kiesinger, am 3. September 1969 der Generalinspekteur der Bundeswehr General Ulrich de Maizière und am 7. September 1970 im Rahmen der Übung „Black Sky“ der Bundesminister der Verteidigung Helmut Schmidt die Anlage.
Ab Mai 1972 wurde das Rufzeichen des CRC von Shanty in Sweet Apple geändert. Am 2. Oktober 1973 wurde der Einsatzbetrieb vorübergehend eingestellt, um eine Grundüberholung der EDV-Anlagen durchzuführen. Ende Mai 1974 wurde die Inspection and Repair As Necessary (IRAN) erfolgreich abgeschlossen und der Einsatzbetrieb im Oktober 1974 wieder aufgenommen. Am 1. August 1979 wurde im Bunker Martin das UHF-Großbasispeilnetz (UHF-GPN) Süd mit der Peilauswertezentrale (PAZ) in Betrieb genommen.
Zur Verbesserung der Koordination zwischen Luftverteidigungsanlage und der zivilen Flugsicherung wurde im April 1981 die Datenübertragungs- und Darstellungsanlage Abgesetzte Darstellung von Radardaten Karlsruhe (ADKAR) in Betrieb genommen. Am 27. Februar 1984 wurde das Gefechtsführungssystem 412L außer Dienst gestellt und der Bunker Martin aus dem Einsatzbetrieb herausgelöst. In den kommenden Monaten wurde das neue Gefechtsführungssystem German Air Defense Ground Environment (GEADGE) eingebaut sowie ab 12. April 1984 parallel diverse Infrastrukturmaßnahmen an den Bauwerken durchgeführt. Am 1. Oktober 1984 begann der Testbetrieb von GEADGE.

### Endes des Kalten Kriegs und NATO (1985–2008)
Mit der Indienststellung des Air Tactical Operations Center 4 (ATOC 4) begann am 21. Februar 1985 die Präsenz der NATO im Bunker Martin. Am 28. November 1985 konnten die im Rahmen der Sanierungsmaßnahmen begonnenen Bauarbeiten an den Bereitschafts- und Sozialgebäuden rund um den Bunker Martin abgeschlossen werden. Nach 22 Monaten war die Einrüstung und der Testbetrieb von GEADGE am 7. Januar 1986 abgeschlossen. Der letzte umfangreiche Systemtest wurde am 20. März 1986 vollzogen. Am 17. April 1986 kehrte das CRC in den Einsatzbetrieb zurück. Am 2. Juli 1986 besuchten Bundeskanzler Helmut Kohl und Verteidigungsminister Manfred Wörner den Standort.
Mit der Indienststellung des Sector Operations Center 4 (SOC 4) am 21. April 1988 sowie der Systemsteuerungszentrale Süd (SSZ Süd) und dem Interim Combined Air Operations Center 4 (ICAOC 4) jeweils am 1. Juli 1990 baute die NATO ihre Präsenz weiter aus. 6. Juli 1993 wurden das ATOC 4 mit dem SOC 4 zum ICAOC 4 fusioniert.
Ab 25. Mai 1998 wurden die Bauwerke für 32 Millionen D-Mark saniert und von Asbest befreit. In diesem Zuge wurde der gesamte Brandschutz samt Brandmeldeanlage erneuert. Die im Bunker Martin im CRC eingesetzten Soldaten versahen ihren Dienst in den CRCs Freising und Lauda-Königshofen. Das ICAOC und die SSZ wurden vorübergehend in die Zollernalb-Kaserne verlegt. Während der Sanierungsmaßnahmen besuchte Verteidigungsminister Rudolf Scharping am 10. August 1999 die Bauwerke.
Im März 2000 wurde das ICAOC 4 zum CAOC 4 umstrukturiert. Mit Beendigung der umfangreichen Sanierung nahm das CRC am 29. Mai 2000 den Einsatzbetrieb wieder auf. Am 30. Januar 2003 wurde das bisherige Gefechtsführungssystem GEADGE außer Betrieb genommen, um es zu ersetzen. Als vorübergehenden Ersatz kam das ehemalige Führungs- und Waffeneinsatzsystem der Nationalen Volksarmee ARKONA zum Einsatz. Am 1. Juli 2003 wurde die SSZ Süd außer Dienst gestellt und aus dem Bunker Martin abgezogen. Mit der Schließung der Luftverteidigungsanlagen Gustav in Lauda-Königshofen und Fridolin in Freising gab es zahlreiche Versetzungen nach Meßstetten. Am 4. April 2005 war die Umrüstung von GEADGE auf das neue Gefechtsführungssystem GIADS II abgeschlossen.

### Bedeutungsverlust und Schließung (2008–2014)
Mit der Außerdienststellung des CAOC 4 am 30. Juni 2008 endete die Zeit der NATO im Bunker Martin und am Standort Meßstetten. Am 26. Oktober 2011 wurde die Standortentscheidung im Rahmen der Neuausrichtung der Bundeswehr verkündet. Dabei wurde der gesamte Standort inklusive Bunker Martin mit Ausnahme der Radarstation auf dem Weichenwang vollständig aufgelöst und außer Dienst gestellt. Am 1. Oktober 2013 meldete sich das CRC vom Einsatzbetrieb ab, der Einsatzführungsbereich 1 wurde zum 31. Dezember 2013 aufgelöst und der Bunker Martin wurde vollständig bis zum 30. Juni 2014 geräumt.

## Heutige Situation
Der Bunker Bauwerk I/II ist heute ungenutzt und wird vom Bundeswehr-Dienstleistungszentrum Stetten am kalten Markt stillstandgewartet.
Ende April 2022 teilte das Bundesamt für Infrastruktur, Umweltschutz und Dienstleistungen der Bundeswehr mit, dass der Bunker Martin nicht reaktiviert wird und an die BImA zurückgegeben werden soll. Nach der Rückgabe an die BImA wird gemeinsam mit dem Bundesministerium des Innern und für Heimat und dem Bundesamt für Bevölkerungsschutz und Katastrophenhilfe geprüft, ob das Bauwerk noch für andere Zwecke des Bundes genutzt werden kann. Die Übergabe fand laut Bundesamt für Infrastruktur, Umweltschutz und Dienstleistungen der Bundeswehr nicht statt, sei jedoch eingeleitet worden (Stand: September 2022). Allerdings wurde auch bekannt, dass der Bunker aufgrund seines Zustandes und seiner Lage innerhalb des Truppenübungsplatzes Heuberg als nur sehr schwer bis gar nicht vermarktbar gilt. Für die noch unter Verwendung stehenden oberirdischen Gebäude vor dem Bunker wurde parallel eine Entbehrlichkeitsprüfung eingeleitet.
Die oberirdischen Gebäude werden aktuell durch Einheiten der Garnison Stetten am kalten Markt genutzt. Eine mittelfristige Weiternutzung diese Gebäude ist gesichert.
Die Bauwerke III und V werden heute vom Abgesetzten Technischen Zug 249, der dem Einsatzführungsbereich 2 in Erndtebrück unterstellt ist, betrieben.

### Weltraumteleskope
Im September 2024 wurde der Bau von zwei Weltraumteleskopen innerhalb des Truppenübungsplatz im Bereich des Bunkers Martin bei Meßstetten angekündigt. Die Geräte sammeln Daten in Höhen zwischen 400 und 36.000 Kilometern und leiten diese an das Weltraumlagezentrum des Weltraumkommandos der Bundeswehr im nordrhein-westfälischen Uedem weiter. Die Bauphase begann am 13. Januar 2025 und soll bis Ende 2025 abgeschlossen sein. Die Inbetriebnahme und Übergabe an das Weltraumkommando der Bundeswehr soll 2026 erfolgen. Die Kosten werden vom Sondervermögen Bundeswehr abgedeckt und liegen unterhalb von 25 Millionen Euro.

## Einheiten
Grundsätzlich lassen sich die Einheiten im Bunker Martin in drei Kategorien einordnen: Einheiten der Luftwaffe der Bundeswehr, direkt der NATO unterstellte Einheiten und Dienststellen des Zivilschutzes.

### Einheiten der Bundeswehr
Ab Eröffnung des Bunkers Martin 1963 war das Fernmelderegiment 31 verantwortlich für den Betrieb des CRC. 1989 wurde das Fernmelderegiment 31 in Radarführungskommando 2, 1993 wiederum in Radarführungsregiment 2 umbenannt. 2004 gab es erneut eine Umbenennung in Einsatzführungsbereich 1, welcher bis zu seiner Auflösung und der Schließung des Bunkers aktiv war. Parallel waren Teile anderer Einheiten, die den Betrieb unterstützten, vor Ort tätig. So z. B. Teile des Fernmelderegiments 12 (1965–1989), dem Fernmeldesektor 123 (1989–2002) und dem Sektor für Informationstechnik 1 (2002–2013).

### NATO-Einheiten
Die NATO war von 1985 bis 2008 im Bunker Martin vertreten. Das Allied Tactical Operations Center 4 war unter diesem Namen von 1985 bis 1993 und nach einer Umgliederung mit dem von 1988 bis 1993 eingesetzten Sector Operations Center als Interim Combined Air Operations Center 4 und zuletzt als Combined Air Operations Center 4 aktiv.

### Zivilschutz
Dienststellen des Zivilschutzes waren unter verschiedenen Bezeichnungen, zuletzt als Bundesamt für Bevölkerungsschutz und Katastrophenhilfe dauerhaft im Bunker Martin stationiert.

### Übersicht
| Einheit                                                | Abkürzung    | Zeitraum   |
| Bundeswehr                                             | Bundeswehr   | Bundeswehr |
| ------------------------------------------------------ | ------------ | ---------- |
| Fernmelderegiment 31                                   | FmRgt 31     | 1963–1989  |
| Fernmelderegiment 12 (Teile)                           | FmRgt 12     | 1965–1989  |
| Radarführungskommando 2                                | RadarFüKdo 2 | 1989–1993  |
| Fernmeldesektor 123 (Teile)                            | FmSkt 123    | 1989–2002  |
| Radarführungsregiment 2                                | RadarFüRgt 2 | 1993–2004  |
| Sektor für Informationstechnik 1 (Teile)               | IT-Sektor 1  | 2002–2013  |
| Einsatzführungsbereich 1                               | EinsFüBer 1  | 2004–2013  |
| NATO                                                   |              |            |
| Allied Tactical Operations Center 4                    | ATOC 4       | 1985–1993  |
| Sector Operations Center 4                             | SOC 4        | 1988–1993  |
| Systemsteuerungszentrale Süd                           | SSZ Süd      | 1990–2003  |
| (Interim) Combined Air Operations Center 4             | (I)CAOC 4    | 1993–2008  |
| Zivilschutz                                            |              |            |
| Bundesamt für zivilen Bevölkerungsschutz               |              | 1962–1974  |
| Bundesamt für Zivilschutz                              | BZS          | 1974–2001  |
| Bundesverwaltungsamt – Zentralstelle für Zivilschutz   | BVA–ZfZ      | 2001–2004  |
| Bundesamt für Bevölkerungsschutz und Katastrophenhilfe | BBK          | 2004–2008  |

## Dokumentationen
- Sweet Apple – 50 Jahre Bunker Martin, Dokumentarfilm, Deutschland 2014, 60:00 Min., Zollernalb Film
- Sweet Apple Shutdown, Dokumentarfilm, Deutschland 2013, 9:07 Min., Zollernalb Film (Video bei YouTube)